# A9 (Letònia)
L'A9 és una carretera nacional de Letònia, que connecta Riga amb la tercera ciutat de Letònia, Liepāja, passant per Skulte; també se la coneix a Letònia com l'autopista de Liepāja. Forma part de la xarxa TEN-T letona. Després de Liepāja, la carretera es converteix en la A11 letona.
Té una longitud de pràcticament 200 kilòmetres. Actualment l'A9 té 1+1 carrils al llarg de tot el recorregut; el límit de velocitat és de 90km/h. Està planejat que pels volts del 2020 que totes les interseccions actuals amb l'A9, en el segment entre Riga i Jaunbērze s'eliminaran, i unes noves interseccions a dos nivells seran construïdes, amb una opció per ampliar l'A9 a 2x2 línies en el futur proper. La mitjana AADT de l'A9 el 2014 va ser d'5.381 cotxes per dia.

## Cruïlles
| #  | Nom carretera    | Location |
| -- | ---------------- | -------- |
| 1  | P99 (Tīreļi)     |          |
| 2  | P101 (Kalnciems) |          |
| 3  | P98 (Apšupe)     |          |
| 4  | P97 (Annenieki)  |          |
| 5  | P104 (Biksti)    |          |
| 6  | P109 (Brocēni)   |          |
| 7  | P105 (Saldus)    |          |
| 8  | P108 (Saldus)    |          |
| 9  | P107 (Ciecere)   |          |
| 10 | P116 (Skrunda)   |          |
| 11 | P117 (Skrunda)   |          |
| 12 | P115 (Kalvene)   |          |
| 13 | P112 (Šukteri)   |          |
| 13 | P106 (Grobiņa)   |          |
| 14 | P111 (Grobiņa)   |          |
| 15 | P113 (Grobiņa)   |          |
| 16 | P110 (Liepāja)   |          |
| 17 | A11 (Liepāja).   |          |